# VSDC Free Video Editor
VSDC Free Video Editor — профессиональная программа для нелинейного монтажа и редактирования видео и аудио, созданная компанией Flash-Integro LLC. VSDC способен обрабатывать видеофайлы любого формата и разрешения, включая 4К UHD, а также записи в формате 360 градусов и видео в 3D. Редактор включает профессиональные инструменты цветокоррекции, а также возможность отслеживать движение объектов на видео с помощью модуля Motion tracking. Кроме того, VSDC поддерживает плагины VirtualDub, позволяет записывать видео с экрана рабочего стола, голосовые комментарии, DVD диски, экспортирует файлы без потери качества, а также конвертирует их в нужный формат для дальнейшей загрузки в Instagram, Facebook, YouTube и Twitter.
- Кадрирование
- Стили для видео
- Цветокоррекция
- Профили экспорта

## Обзор
VSDC Free Video Editor можно бесплатно скачать, установить и использовать на Windows 2000/2003/XP/Vista/7/8/10/11. Программа поддерживает видео и аудиофайлы, записанные на смартфоны, экшн-камеры, профессиональные зеркальные фотоаппараты и дроны. VSDC используется в более чем 200 странах мира для монтажа любой сложности - от создания простого видео из фотографий до обработки профессионального ролика.

## Видеомонтаж

### Базовые инструменты видеоредактирования
- Кадрирование, обрезка, разделение на части, объединение в один файл, поворот кадра на нужный угол, воспроизведение в обратном порядке, изменение громкости
- Изменение исходного размера, качества и разрешения видеофайла
- Стабилизация видео
- Изменение скорости воспроизведения (включая режим рефрейминга Optical flow для эффекта замедленной съёмки)
- Добавление текста и субтитров
- Текстовые эффекты: Перекрашивание, Сдвиг положение, Трансформация текста, Прокрутка текста
- 70+ эффектов перехода в разделе "Помощник слайдшоу"
- Создание снэпшотов
- Фильтр DeLogo, автоматически скрывающий лишние элементы в видео с помощью размытой или пиксельной маски
- Преобразование видео 360 градусов в видео 2D
- Преобразование 3D видео в 2D видео
- Цветные фильтры для видео в стиле Instagram
- Два режима масок типа "Inpainting" для восстановения повреждённых частей видео или изображений
- Полнофункциональный текстовый редактор для заголовков и эффектов с применением текста
- Встроенный видео конвертер с поддержкой более 20 форматов
- Встроенный инструмент для записи экрана
- Встроенный инструмент для записи голоса

### Профессиональные инструменты видеоредактирования
"Motion tracking" - модуль отслеживания движения объектов на видео, позволяющий применять полученную траекторию для любых элементов - подписей, масок, иконок и изображений.
Цветокоррекция
Помимо стандартных инструментов настройки контраста, яркости и насыщенности, программа предлагает решения для профессиональной цветокоррекции:
- Редактор LUT - позволяет не только применять встроенные и сторонние LUTs к видео и изображениям, но и изменять их настройки, а также создавать собственные LUTs с нуля
- Кривые RGB, позволяющая корректировать видео в соответствии с выбранным цветом (красный, зеленый, синий или белый)
- Цветовые круги Lift, Gamma, Gain & Offset, позволяющие осуществить первичный этап цветокоррекции
- Кривые тона и насыщенности, позволяющие редактировать изображение, усиливая и приглушая выбранные цветовые оттенки
- Инструмент Градиент, позволяющий создать плавный переход между цветами
- Инструменты окна гистограмм, включая инструмент Вектороскоп, позволяют отслеживать результаты цветокоррекции в режиме реального времени

Инструмент Маска позволяет применять эффекты и фильтры к определенной части видео или изображения 
30+ режимов наложения для создания композиций из нескольких слоёв видео и изображений 
Движение и Ремаппинг - позволяет перемещать объекты на сцене по выбранной траектории и задавать изменение скорости с помощью кифреймов
Анимация - создает иллюзию движения статических объектов в сцене 
Мультикамерный монтаж - для работы с видеоматериалом, отснятым с нескольких камер. Мультикам синхронизирует аудио- и видеоматериалы со всех ресурсов в одном окне и позволяет быстро переключаться между дорожками в процессе монтажа, чтобы решать, какие фрагменты стоит включить в финальную версию клипа. 
Кривые Безье - позволяют создавать плавные, кастомизированные эффекты перехода 
Инструмент "Украсить лицо" позволяет добавить стилизрванную маску, которая будет двигаться вместе с лицом человека в кадре.  
Генератор рисунка ИИ - инструмент, позволяющий создавать художественные интерпретации видео и изображений с помощью нейросетей 
Chroma Key - 3 режима удаления цвета из видео (чаще всего используется для удаления зелёного фона): HSL, UYV и "по маске Хромакей"

Видеоэффекты:
- Chroma Key - инструмент, позволяющий заменить однотонный фон (как правило, зеленый или синий) на видео или изображении
- 15 фильтров, включая Деинтерлейсинг, Пикселизацию, Размытие и другие
- 8 динамических эффектов, включая Зум, Зеркало, Переворот и другие
- Видеоэффекты OpenGL: Блики, Блики Боке, Капли дождя
- Эффекты перехода с использованием прозрачности, включая эффект горящей бумаги, переход через искажение изображения, поворот страницы и так далее.
- Динамические телевизионные эффекты (старый ТВ, сломанный ТВ, ТВ шумы)
- Поддержка плагинов VirtualDub
- Диаграммы и графики - гистограмма, стековая, точечная, пузырьковая, линейная, корреляционная, динамическая, пошаговая, сплайновая, с заливкой, диаграмма ганта, круговая диаграмма, круговая диаграмма 3d, 3d тор, радарная точечная диаграмма, радарная диаграмма, финансовая диаграмма, свечная финансовая диаграмма и т.д.
- Монтаж видео 3D и 360 градусов.
- Работа с цветом и ключевыми кадрами - позволяет многократно изменять цветовые значения по ключевым кадрам при работе с эффектами, имеющими параметр цвета. Алгоритм рассчитывает линейный градиент перехода между назначенными цветами.
- Поддержка прокси-файлов - инструмент создания легковесных копий видеофайлов высокого разрешения для более плавной и эффективной работы приложения и процессора.

## Обработка аудиофайлов
VSDC Free Video Editor позволяет разделить видеофайл на аудио- и видеодорожки, чтобы редактировать их как отдельные элементы: звуковую волну и видеослой. 
Доступные инструменты редактирования звука и аудио эффекты:
- Audio Spectrum (Аудиоспектр) - инструмент динамической визуализации музыки
- Встроенная функция Voice over позволяет записывать и накладывать голос
- Эффекты звуковой амплитуды (нормализация, затухание, возрастание) помогают улучшить звучание
- Эффекты задержки, темпа, тембра придают звуковым дорожкам соответствующее звучание: как если бы они исполнялись хором, растягивались во времени или воспроизводились в обратном направлении
- Инструменты DeNoise (Медианный фильтр и Гейт) снижают уровень шума в отснятом видео
- Возможность одновременной работы с несколькими звуковыми дорожками
- Инструмент "Редактировать бит", позволяющий автоматически синхронизировать появление и интенсивность применения видеоэффектов с частотой и громкостью звука.

## Форматы и кодеки
| Форматы для импорта данных | Форматы для импорта данных                                                               | Форматы для импорта данных                  |
| --- | ---------------------------------------------------------------------------------------- | ------------------------------------------- |
| Видео | Аудио                                                                                    | Изображения                                 |
| WebM, AVI, QuickTime (MP4/M4V, 3GP/2G2, QuickTime File Format), HDVideo/AVCHD (MTS, M2TS, TS, MOD, TOD), Windows Media (WMV, ASF, DVR-MS), DVD/VOB, VCD/SVCD, MPEG/MPEG-1/DAT, Matroska Video (MKV), Real Media Video (RM, RMVB), Flash Video (SWF, FLV), DV, AMV, MTV, NUT, H.264/MPEG-4, MJPEG, H265/HEVC, SVG, webP, GIF | MP3/ MP2, WMA, M4A, AAC, FLAC, Ogg, RA, RAM, VOC, WAV, AC3, AIFF, MPA, AU, APE, CUE, CDA | BMP, JPEG/JPG, PNG, PSD, GIF, ICO, CUR, SVG |

| Форматы для экспорта данных           | Форматы для экспорта данных                                                                              | Форматы для экспорта данных | Форматы для экспорта данных | Форматы для экспорта данных | Форматы для экспорта данных | Форматы для экспорта данных | Форматы для экспорта данных |
| ------------------------------------- | --- | --------------------------- | --------------------------- | --------------------------- | --------------------------- | --------------------------- | --------------------------- |
| ПК                                    | Интернет                                                                                                 | iPhone/iPad                 | DVD                         | Мобильные устройства        | PSP                         | Xbox                        | MP3/MP4                     |
| AMV, MPG, MOV, WMV, MKV, RM, SWF, FLV | для социальных сетей YouTube, Instagram, Facebook, Twitter,Vimeo, а также MP4, WebM, FLV, SWF, GIF, APNG | M4V                         | DVD, VCD, AVI, MPG          | 3GP, 3G2, MP4, RM           | PSP                         | WMV, AVI, MP4, DVD          | MP4, AMV, MTV               |